# 2020 en architecture
| Années de l'architecture : 2017 - 2018 - 2019 - 2020 - 2021 - 2022 - 2023    |
| Décennies de l'architecture : 1990 - 2000 - 2010 - 2020 - 2030 - 2040 - 2050 |

Les événements liés à l'architecture en 2020 :

## Réalisations
- Suzhou Zhongnan Center, Suzhou, 729 mètres (achèvement prévu)

## Événements
- 3 août : inauguration du viaduc Gênes-Saint-Georges à Gênes en Italie, qui remplace le pont Morandi, qui s’était effondré en 2018.
- 31 août : le rappeur et entrepreneur Akon et le ministre sénégalais du tourisme Alioune Sarr posent la première pierre d'Akon City, proche de Mbodiène au Sénégal[1].

## Récompenses
- 3 mars : le prix Pritzker est remis aux irlandaises Yvonne Farrell et Shelley McNamara.

## Décès
- 21 février – Yona Friedman
- 15 mars – Vittorio Gregotti
- 26 mars – Michael Sorkin
- 20 avril - Libero Cecchini

aussi
- George Steiner
- John Turner
- Paul Sarbanes
- Jean-Yves Veillard
- Luigi Snozzi
- Justus Dahinden
- Jean-Jacques Fernier
- Michel Andrault
- Souzána Antonakáki
- Savin Couëlle
- Surésh Dhargalkar
- Wojciech Zabłocki
- Roland Prédiéri
- Jacques Yankel
- Libero Cecchini
- Didier Costes
- Jacques Guillon
- Georgi Konstantinovski
- Adolfo Natalini
- Henry N. Cobb
- Christian Liaigre
- Gonçalo Ribeiro Telles
- Cini Boeri
- Siah Armajani
- Jean-Paul Michel
- Rifat Chadirji
- Bernard Schoeller
- Jerzy Główczewski
- Hicham al-Hachemi
- Paolo Santini
- Herbert Kretzmer